# Helena de Bulgarie
Helena de Bulgarie, impératrice de Serbie (bulgare : Елена, serbe : Јелена, 1315–1374) est une princesse bulgare, fille de Sratsimir de Kran et de Keratsa Petritsa et sœur du tsar Ivan Aleksandre Asen. 

## Biographie
Elle épouse le roi de l'Empire serbe et empereur Stefan Uroš IV Dušan le 26 avril 1332 (dimanche de Thomas) un an après le couronnement de ce dernier à Svrčin le 8 septembre 1331 (Nativité de Marie). Le mariage a été arrangé dans le cadre de l'accord de paix entre la Bulgarie et la Serbie.
Leur nuit de noces a lieu à la cour royale de Skopje.  De ce mariage naît un fils, Stefan Uroš V, et une fille, Irina. Selon John Van Antwerp Fine Jr., il s'agit de la future épouse de Gregorios Preljub, le gouverneur serbe de Thessalie. Ils deviendront les parents de Thomas Preljubovic, souverain de l'Épire de 1367 à 1384.
Helena vit dans la république de Venise en 1350 et est régente de Serbie entre 1355 et 1356 le temps que son fils atteigne l'âge de régner. À la mort de son mari, Helena hérite d'une partie des terres bulgares entre le bas Vardar et la Mesta. Elle reçoit également la péninsule chalcidique, et déménage sa cour à Serrès. En 1359, Helena devient religieuse sous le nom monastique de Jelisaveta (serbe : Јелисавета). Cependant, elle continue à jouer un rôle actif en politique, gouvernant la région de Serrès jusqu'en 1365. Après cela, elle se retire de la vie politique, et supervise la reconstruction et la rénovation de plusieurs communautés monastiques, jusqu'à sa mort en 1374.

## Sources
- Sima Ćirković, The Serbs, Malden, Blackwell Publishing, 2004 (lire en ligne)
- John Van Antwerp Jr. Fine, The Late Medieval Balkans: A Critical Survey from the Late Twelfth Century to the Ottoman Conquest, Ann Arbor, Michigan, University of Michigan Press, 1994 (1re éd. 1987) (lire en ligne)
- Miodrag Al Purković, Jelena: žena cara Dušana, Izdanje Srpske pravoslavne eparhije za zapadnu Evropu, 1975 (lire en ligne)
- George Christos Soulis, The Serbs and Byzantium during the reign of Tsar Stephen Dušan (1331-1355) and his successors, Washington, Dumbarton Oaks Library and Collection, 1984 (lire en ligne)